# Lochmühle bei Oberrödel
Lochmühle bei Oberrödel (amtlich Lochmühle b.Oberrödel) ist ein Gemeindeteil der Stadt Hilpoltstein im Landkreis Roth (Mittelfranken, Bayern). Lochmühle liegt in der Gemarkung Tiefenbach.

## Lage
Die Einöde liegt etwa sechs Kilometer südlich von Hilpoltstein an der Kleinen Roth, die 200 m weiter nördlich in die Roth mündet. Die Lochmühle ist von Oberrödel her im Südwesten, Unterrödel im Norden und Zell im Südosten zu erreichen.

## Namensdeutung
Lochmühle leitet sich von Lohmühle ab. Lohmühlen zermahlten Eichenrinde zur Lohe, die zum Gerben von Rindsleder benötigt wurde.

## Geschichte
1359 wurde die Lochmühle wohl erstmals urkundlich erwähnt, als Friedrich II. von Heideck Wald bei der Mühle kaufte.
1505, nach dem Landshuter Erbfolgekrieg, kam die Mühle zum neu gebildeten Territorium „Junge Pfalz“ (= Pfalz-Neuburg) und dort zum Pflegamt Heideck. Der hoch verschuldete Pfalzgraf Ottheinrich verpfändete das Pflegamt 1542 an die Reichsstadt Nürnberg, die noch im gleichen Jahr im Einvernehmen mit Pfalz-Neuburg die Reformation einführte. Pfalz-Neuburg löste 1585 das Amt Heideck wieder ein. Die Wiedereinführung der katholischen Glaubensausübung im Amt Heideck und damit auch für die Untertanenfamilie auf der Mühle erfolgte mit der Rekatholisierung von Neuburg-Pfalz unter dem zum alten Glauben konvertierten Pfalzgraf Wolfgang Wilhelm ab dem Jahr 1627, und zwar durch Jesuiten in Heideck mit Hilfe eines herzoglichen Religionspatentes von 1628.
Gegen Ende des Alten Reiches, um 1800, gehörte die Mühle dem Domkapitel Eichstätt, das als Grundherr die Niedergerichtsbarkeit ausübte, während die hohe Gerichtsbarkeit das pfalz-neuburgische Pflegamt Heideck ausübte. Gepfarrt war die Mühle nach Zell.
Im neuen Königreich Bayern (1806) kam die Lochmühle zum Steuerdistrikt Unterrödel und zur Ruralgemeinde Tiefenbach. Bezüglich der niederen Gerichtsbarkeit gehörte der Weiler zum 1816 errichteten Patrimonialgericht II. Klasse des Hofmarksherrn zu Zell Friedrich von Boller. Es bestand unter dem Hofmarksherrn Wilhelm von Horrnberg bis 1848. Der Müller war gleichzeitig Landwirt (damals Ökonom genannt); so hatte er 1875 zwei Pferde und sechs Stück Rindvieh. Im späten 19. Jahrhundert gehörten 65 Tagwerk Grund zur Mühle.
Das oberschlächtige Mühlenrad trieb drei Mahlwerke und einen Schrotgang an. 1949 wurde eine Turbine eingebaut. Die Mahlwerke wurden in den 1970er Jahren stillgelegt.
Zum 1. Januar 1972 wurde im Zuge der Gemeindegebietsreform die Gemeinde Tiefenbach aufgelöst, die Lochmühle wurde in die Stadt Hilpoltstein eingegliedert, der Hauptort Tiefenbach kam zu Thalmässing.

## Einwohner
- 1818: 6 (2 „Feuerstellen“ = Anwesen, 1 Familie)[13]
- 1861: 7 (3 Gebäude)[14]
- 1871: 6 (3 Gebäude)[12]
- 1900: 12 (1 Wohngebäude)[15]
- 1950: 14 (1 Wohngebäude)[10]
- 1961: 6 (1 Wohngebäude)[16]
- 1970: 8[17]
- 1987: 7 (1 Wohngebäude, 2 Wohnungen)[1]

## Sonstiges
Bei der Lochmühle vermutet man den abgegangenen Ort Saezze/Sezzi, den König Anulf 889 dem Eichstätter Bischof Erchanbald schenkte. Es gibt jedoch auch andere Vermutungen über die Lage dieses Ortes. Nach Heidingsfelder ist die Örtlichkeit „überhaupt nicht mehr zu bestimmen“. 600 m westlich von Lochmühle befand sich eine steinzeitliche Siedlung, die als Bodendenkmal (D-5-6833-0124) geschützt ist.